# رومليس إليس
رومليس إليس (بالإنجليزية: Romallis Ellis)‏ (مواليد 16 ديسمبر 1965) هو ملاكم أمريكي، مثّل بلاده في الألعاب الأولمبية الصيفية 1988 وحقق الميدالية البرونزية في فئة الوزن الخفيف.

## روابط خارجية
رومليس إليس على موقع بوكس ريك (الإنجليزية) (registration required)
- رومليس إليس على موقع أوليمبيديا (الإنجليزية)